# Anderton
Anderton är en civil parish i Storbritannien.   Den ligger i grevskapet Lancashire och riksdelen England, i den centrala delen av landet, 280 km nordväst om huvudstaden London. Antalet invånare är 1 206. Anderton gränsar till Heath Charnock.